# Византийски флот
Византийският флот са военноморските сили на Византийската империя.
Като традиция, византийският флот наследява римския флот, но се опира и на старите елински морски традиции в средиземноморския басейн, на чиято основа продължават да съществуват древногръцките колонии. Византийският флот изиграва решаваща роля за оцеляването на Византия като средновековна империя и държава, наследничка на античното римско наследство. За разлика от римския флот, византийският изиграва голяма роля в защитата и оцеляването на държавата спрямо своя предшественик и обратното - византийската сухопътна армия има относително по-малка военна тежест от тази на римските легиони. В този смисъл, Византия е по-скоро морска империя за разлика от предшественичката си - Римската империя, и за империята на християнския Нов Рим контролът по море върху Средиземноморието е от жизненоважно значение.
Първата заплаха от римската хегемония в региона на Средиземно море е вандалска - от V век, но е елиминирана във вандалската война от Юстиниан I през VI век. Възстановяването на постоянно действащия военен флот и появата на нов вид кораб - Дромон, бележи онази отправна и повратна точка, от която на границата между античност и средновековие, започва да се говори за раждането на нов византийски флот на местото на римския, със своя собствена отличителна идентичност. Този процес е ускорен от началото на арабската експанзия през VII век по време на арабско-византийските войни в източното средиземноморие. След загубата на Леванта и Африка, Средиземно море се трансформира от „римско езеро“ в основна арена на борба между византийци и араби. За изхода от тази битка, византийският флот изиграва ключова роля като успешно отразява морската атака срещу столицата на империята - Константинопол. Решаваща е и ролята на най-страшното средновековно оръжие в тази геополитическа битка - на тъй наречения „гръцки огън“ - страшното и всяващо ужас у противника тайно оръжие на византийската флота, с което тя успешно отблъсква няколко морски обсади на Константинопол и нанася съкрушителни поражения на арабите в много морски битки.  Първоначално византийският флот е ограничен до задачата за защита на брега и подходите към черноморските проливи на Константинопол. В течение на времето, военният флот е подразделен на теми - имперски за защита на столицата и външен организиран във флотилии (армади) за участие в големи морски експедиции. До края на 8 век, византийската флота си възвръща оспорваното ѝ абсолютно господство в Средиземно море. Антагонизмът с мюсюлманския арабски флот продължава с променлив успех, но вече през Х век византийците окончателно възстановяват господството си в източното Средиземноморие.
През XI век, значението на византийския флот за новите вече сухоземни териториални амбиции на македонската династия, започва да намалява. За това, роля изиграва и окончателното отхвърляне на арабската ислямска заплаха за Константинопол и Анатолия. Новите имперски предизвикателства са по суша и стратегически недалновидно, византийците са все по-често се осланят или са принудени да разчитат на флотове на италианските градове-държави като Венеция и Генуа. Това от друга страна, води до катастрофални последици за икономиката на Византийската империя и нейния суверенитет. Първо, защото се унищожават корабостроителните традиции, навици и индустрия, и второ, заради изпадането на имперската сигурност в зависимост от западни сили. Имперската катастрофа е пълна с настъпването на Великата схизма (1054), последвана от загубата в битката при Манцикерт (1071), което от своя страна дава тласък за отправянето на папския призив на Клермонския събор, довел след себе си кръстоносните походи. По времето на Комнините се наблюдава нова тенденция към възраждане на старата славна мощ на византийската флота, но с превземането на Константинопол през 1204 г. от участниците в Четвъртия кръстоносен поход, осъществено с решаващото участие на венецианския флот, настъпва онова катастрофално събитие от което следва и логичния завършек на Византия като средновековна морска империя през 1453 г. След възстановяването на империята през 1261 г. от Палеолозите се полагат усилия за изграждане на нов византийски флот, но тези напъни имат само временен и незначителен ефект понеже век не са в състояние да застрашат установеното тотално морско господство в Средиземно море от Генуа и най-вече Венеция с техните аристократични републики. До средата на XIV век, единственото което успява да постигне византийската флота е да наложи контрол на Егейско море, но не е в състояние да застраши италийското и османско господство наложено през следващите векове съответно на запад и на изток в Средиземно море. Въпреки това, византийският флот продължава да бъде активен до времето на превземането на Константинопол от османците през 1453 г., с което настъпва и края на Византия.
Начело на византийския флот е бил до 10 век Друнгарий (по време на темната организация /8 - 11 век/, флотът е бил на двойно подчинение на стратезите на темите), а от 1092 г. - Мегадукс (Велик Дук).